# La Bocca
Pour les articles homonymes, voir Bocca.
La Bocca (provençal : Laboucas (mistralien), l'Abocatz (classique)), est un quartier de la  commune française de Cannes située dans le département des Alpes-Maritimes et la région Provence-Alpes-Côte d'Azur sur la Côte d'Azur et la route du bord de mer des Alpes-Maritimes. Ses habitants sont les Boccassiens.

## Géographie

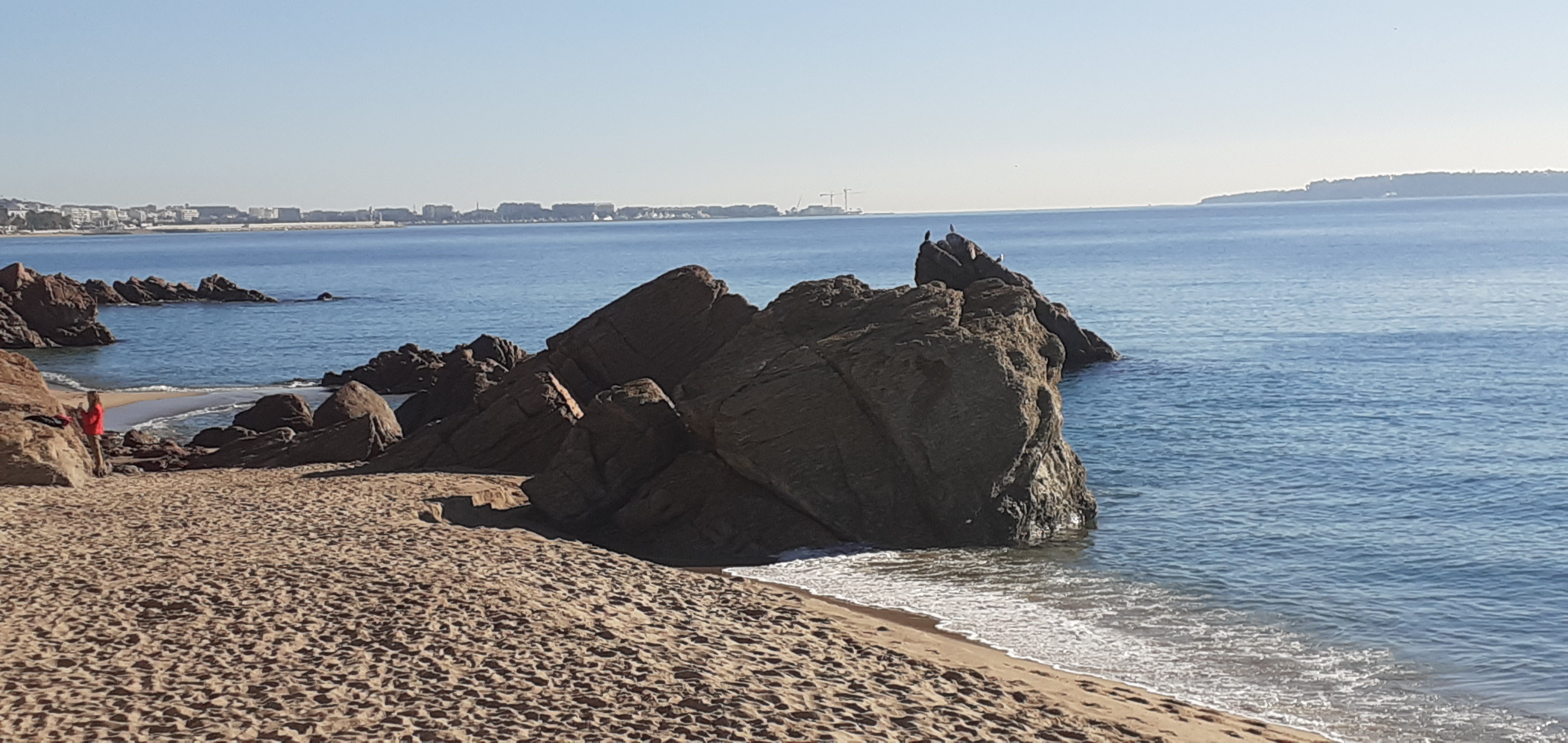
La plage des Rochers à Cannes La Bocca avec au fond à gauche la Pointe Croisette et à droite les îles de Lérins

Le quartier de La Bocca se situe à l'ouest de Cannes, entre le quartier de la Croix-des-Gardes à l'est et la commune de Mandelieu-la-Napoule à l'ouest. Il est limitrophe au nord des communes de La Roquette-sur-Siagne, Mougins et Le Cannet. Il longe la baie de Cannes au sud.

## Histoire
Un site internet consacré à l'histoire de La Bocca[réf. obsolète] est créé en 2010 [réf. obsolète] auquel participent Pierre Giuglaris, auteur de Si la Bocca m'était conté…[réf. obsolète], Pierre Ipert[réf. obsolète] et André Seratore[réf. obsolète], auteurs de Il était une fois La Bocca. En 2018, la réalisatrice Caroline Tracanelli réalise le documentaire les mémoires boccassiennes qui retrace toute l'histoire du quartier. Elle y interroge notamment 17 familles du quartier dont des personnalités emblématiques comme  André Seratore[réf. obsolète]

## Politique et administration
Le quartier de La Bocca appartient au canton de Mandelieu-Cannes-Ouest. Il est administrativement découpé en deux parties, La Bocca Nord et La Bocca Sud (numérotés 1 et 2 sur la carte ci-contre). Deux annexes de l'hôtel de ville de Cannes sont implantées dans le quartier : la mairie annexe de La Bocca, 23 avenue Francis-Tonner, pour La Bocca Sud, et la mairie annexe de Ranguin, 19 avenue Victor-Hugo, pour La Bocca Nord. Un code postal spécifique, différent de celui de la ville de Cannes, est attribué au quartier, le code 06150.

## Urbanisme
Le palais des Victoires, palais des sports de la ville de Cannes, se situe au numéro 2 de l'avenue Maurice Chevalier. Deux stades se trouvent à La Bocca : le stade Pierre-de-Coubertin, 1 avenue Pierre-Poesi et le complexe Maurice Chevalier dans l'avenue du même nom. Le gymnase des Mûriers est situé 11 rue René Dunan. L'auditorium des Arlucs, salle de spectacles et de concerts et salle de répétition et siège social de l'orchestre régional de Cannes-Provence-Alpes-Côte d’Azur, est implanté au 26 de la rue du même nom. Le conservatoire à rayonnement départemental de Cannes (musique et théâtre) est installé au château Font de Veyre, 70 avenue du docteur Raymond-Picaud.

## Patrimoine architectural
Au 9 de l'avenue Francis-Tonner se trouvait le château de La Bocca (ou de l'« Aboucas ») construit en 1854 pour le Révérend Henry Belmont Syms sur les plans de l'architecte anglais Thomas Smith. La villa et les jardins sont inscrits à l'Inventaire général du patrimoine culturel de la région Provence-Alpes-Côte d'Azur au titre du recensement du patrimoine balnéaire de Cannes. Au 83 de l'avenue du Docteur Raymond-Picaud, se trouve la Villa Primavera construite au centre du jardin d'agrément de la villa Eliama vers 1890 et devenue dans les années 1920 propriété de Liane de Pougy, princesse Ghika. Vendue en 1954 et le jardin loti en 1959, la villa a également été versée à l'Inventaire général. Au 105 de l'avenue Maurice-Chevalier, se trouve le domaine de La Louque acquis par le chanteur en 1925, également à l'Inventaire général du patrimoine culturel. Une sculpture d'Albert Féraud est installée sur le rond-point de l'Espace,.

## Transports
L'aéroport de Cannes - Mandelieu est à cheval sur la commune de Mandelieu et le quartier de La Bocca. L'aérogare se trouve dans le quartier de La Bocca Sud. Le TER Provence-Alpes-Côte d'Azur de la ligne de Cannes-la Bocca à Grasse dessert La Bocca aux trois gares ferroviaires de La Frayère avenue François Tuby, du Bosquet rue Joseph-Flory et de La Bocca rue Louis-Armand. Le quartier est également desservi par plusieurs lignes des Palm Bus depuis les autres quartiers de Cannes ou les communes environnantes. Le port du Béal est implanté à l'est de l'embouchure de la Siagne, au départ du boulevard du Midi. Le quartier est traversé d'ouest en est en son centre par l'autoroute A8 La Provençale qui sépare les deux quartiers administratifs de La Bocca Nord et La Bocca Sud desservis par l'échangeur 42. Le boulevard du Midi est la partie de la départementale 6098, dite « route du bord de mer », commençant au port du Béal et se prolongeant, par la Croix-des-Gardes, jusqu'au boulevard Jean-Hibert, au pied du Suquet. La mythique « nationale 7 », devenue la D 6007, traverse également La Bocca en descendant de Mandelieu après avoir contourné l'aéroport par le nord et en prenant le nom des avenues Antoine-de-Saint-Exupéry et Francis-Tonner.

## Éducation
Les jeunes enfants sont accueillis dans les crèches municipales L'Arc-en-ciel chemin des Rainettes, Les Elfes chemin de La Frayère, Les Mûriers boulevard Astegliano, Canta Grilou avenue Anthony Dozol et la crèche familiale Les Pivoines impasse des Camélias et boulevard du Soleil. Deux foyers de l'enfance sont implantés à La Bocca : Rayon de soleil de Cannes, association protectrice de l'enfance reconnue d'utilité publique, avenue Wester Wemyss et le Foyer Montbrillant, maison d'enfants de La Sainte-Famille, avenue Wester-Wemyss. Se trouvent à La Bocca les écoles maternelles et élémentaires publiques Bocca Centre boulevard Louis-Négrin, Bocca Parc avenue Francis-Tonner, Bocca Verrerie boulevard Honoré-Soustelle, La Frayère chemin de l’École, Frédéric-Mistral rue Lamartine, Marcel-Pagnol avenue Maurice-Chevalier, Les Mûriers rue René-Dunan, René-Goscinny chemin de Garibondy, René-Goscinny I et II avenue Michel-Jourdan et Saint-Exupéry rue Honoré-de-Balzac, les collèges Gérard-Philipe avenue Alfred-de-Vigny, Les Mûriers rue René-Dunan, le lycée professionnel Alfred-Hutinel rue de Cannes et les établissements d'enseignement supérieur d'Euroformapôle rue de Cannes : l'École hôtelière - Faculté des métiers et l'IUT Techniques de commercialisation.

## Économie

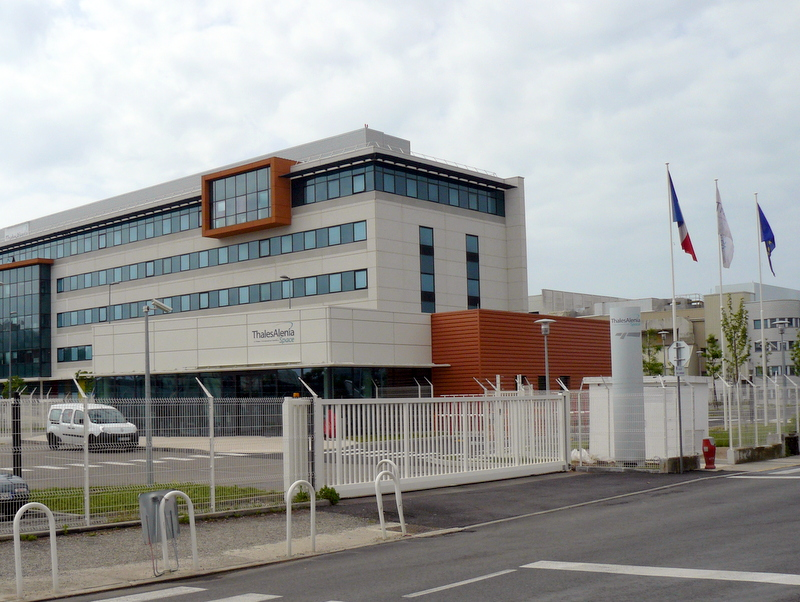
Entrée du nouveau bâtiment « Odyssée » de l'établissement cannois de Thales Alenia Space France.

L'établissement cannois de Thales Alenia Space France, entreprise du secteur de l'industrie spatiale dont le siège est situé à Toulouse, est installé depuis 2007 au no 100 du boulevard du Midi dans la zone industrielle de la Frayère où il emploie plus de 2 000 salariés (2 500 avec les sous-traitants). Les bâtiments vétustes dans lesquels se sont succédé depuis 1929 les Chantiers aéronavals Étienne Romano, SNCASE, Sud-Aviation en 1957, l'aerospatiale en 1970, puis Alcatel Space en 1998, sont complétés début 2013 par le bâtiment « Odyssée » du 5 allée des Gabians conçu par l'architecte Jean-Philippe Le Covec et dans lequel est installé dès octobre 2010 le département « ingénierie et programme ».
La Société AnsaldoBreda, précédemment Système Transport Production plus connue sous l'appellation de Cannes La Bocca Industries, employait près de 300 salariés à la rénovation des trains de la SNCF et de la RATP sur les 20 000 m2 de la zone industrielle de la Roubine, au 175 avenue Francis-Tonner, jusqu'à sa fermeture en 2012.

## Personnalités liées au quartier
- Ernest Beaux (1881-1961), parfumeur, créateur du parfum No 5 de Chanel dans l'usine Rallet de La Bocca.
- Henri Manceau (1907-1985), y mourut.

## Galerie

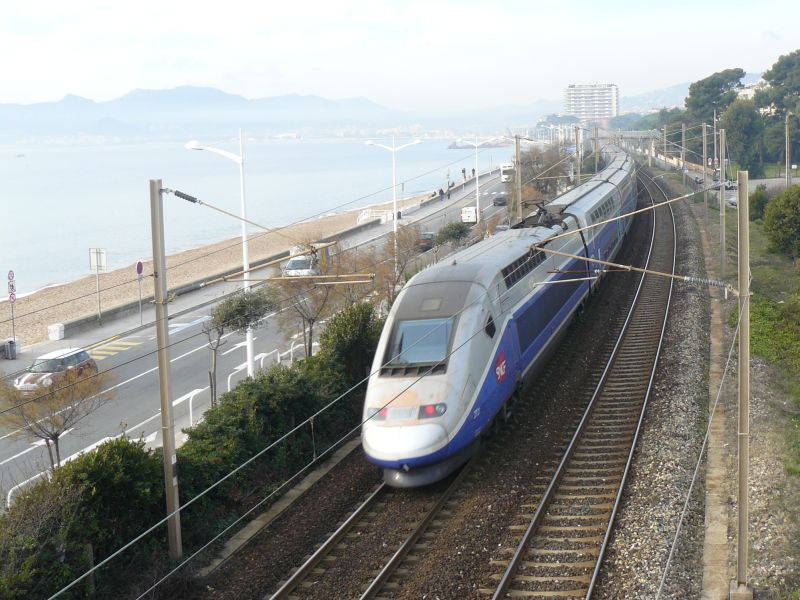
TGV de la ligne Marseille-Vintimille longeant le boulevard du Midi
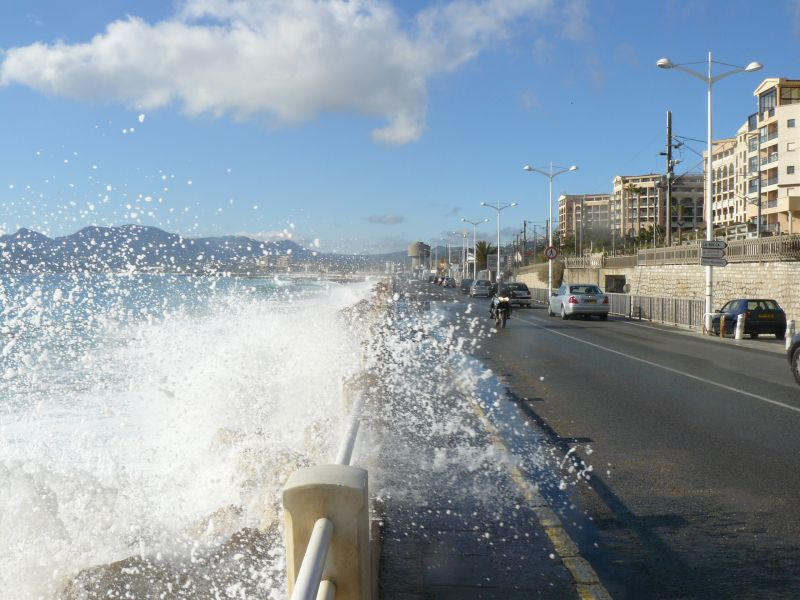
Paquet de mer sur le boulevard du Midi
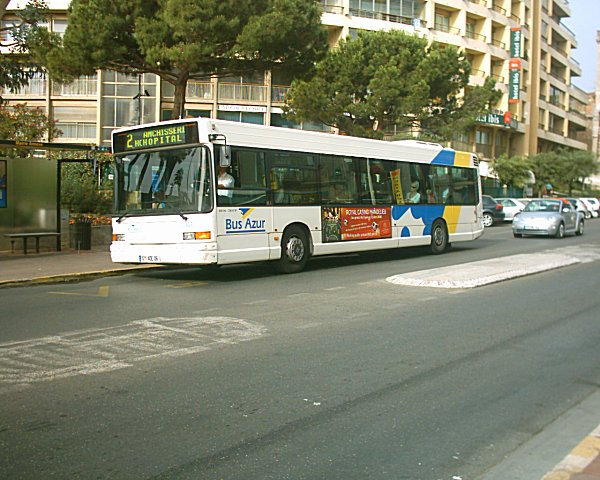
bus Azur de la ligne 2 à l'arrêt « Mairie Annexe »
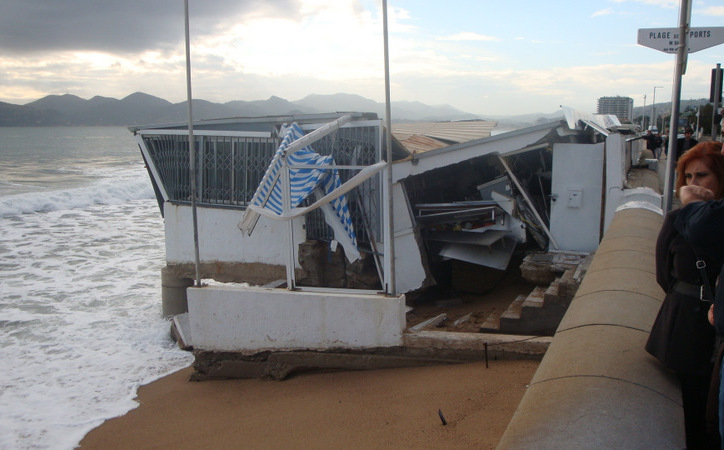
Dégâts sur la plage des sports après la tempête de 2011
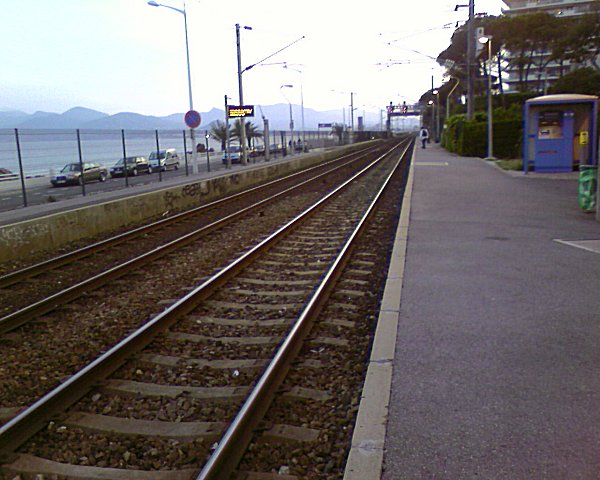
Gare de Cannes-La-Bocca
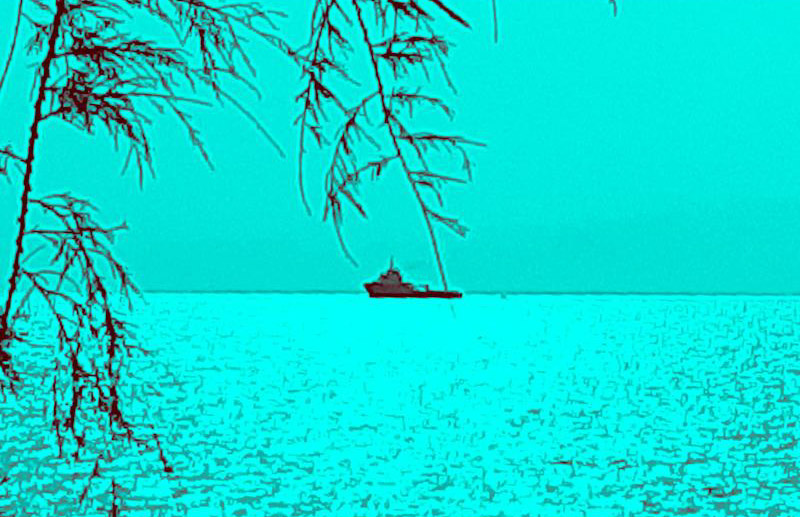
Navire de recherche Jason